# Henri Cartier-Bresson
Pour les articles homonymes, voir Cartier et Bresson.
Henri Cartier-Bresson, né le 22 août 1908 à Chanteloup-en-Brie et mort le 3 août 2004 à Montjustin, est un photographe, photojournaliste et dessinateur français. Connu pour la précision et le graphisme de ses compositions (jamais recadrées au tirage), il s'est surtout illustré dans la photographie de rue, la représentation des aspects pittoresques ou signifiants de la vie quotidienne (Les Européens). Avec Robert Capa, David Seymour, William Vandivert et George Rodger, ils fondent en 1947 l'agence coopérative Magnum Photos.
Le concept de « l'instant décisif » est souvent utilisé à propos de ses photos, mais on peut l'estimer trop réducteur et préférer celui de « tir photographique », qui prend le contexte en compte. Pour certains, il est une figure mythique de la photographie du XXe siècle, qu'une relative longévité de sa carrière photographique lui permet de traverser, en portant son regard sur les évènements majeurs qui ont jalonné le milieu du siècle.
En 2003, un an avant sa mort, une fondation portant son nom est créée à Paris pour assurer la conservation et la présentation de son œuvre ainsi que pour soutenir et exposer les photographes dont il se sentait proche. À noter que l’exposition Henri Cartier-Bresson au Centre Pompidou en 2014 a pour la première fois mis l'accent sur son activité militante pour le parti communiste, dans la période 1936-1946.

## Biographie
Aîné de cinq enfants, Henri Cartier-Bresson est né dans une famille bourgeoise. Son père était un filateur très prospère. Sa mère appartenait à une famille de négociants et de propriétaires fonciers de Normandie. Le mode de vie de la famille est très conforme aux usages du milieu, les cinq enfants vouvoient leurs parents. À Paris, le jeune Henri fréquente d'abord l'école Fénelon, puis le lycée Condorcet.
Dès l'enfance, il s'intéresse au dessin et à la photographie. À l’âge de douze ans, il entre chez les Scouts de France dans le groupe de la paroisse Saint-Honoré-d’Eylau. Totémisé Anguille frémissante c’est au cours des camps scouts qu’il prend ses premières photographies à l’aide d’un Brownie Kodak offert par ses parents.
Quand il sort de Condorcet, à dix-huit ans, il s'oppose à son père qui aurait souhaité le voir reprendre l'affaire familiale. Il veut faire de la peinture, être artiste, et son obstination va avoir raison des réticences paternelles.

### 1926-1935: la double influence d’André Lhote et des surréalistes

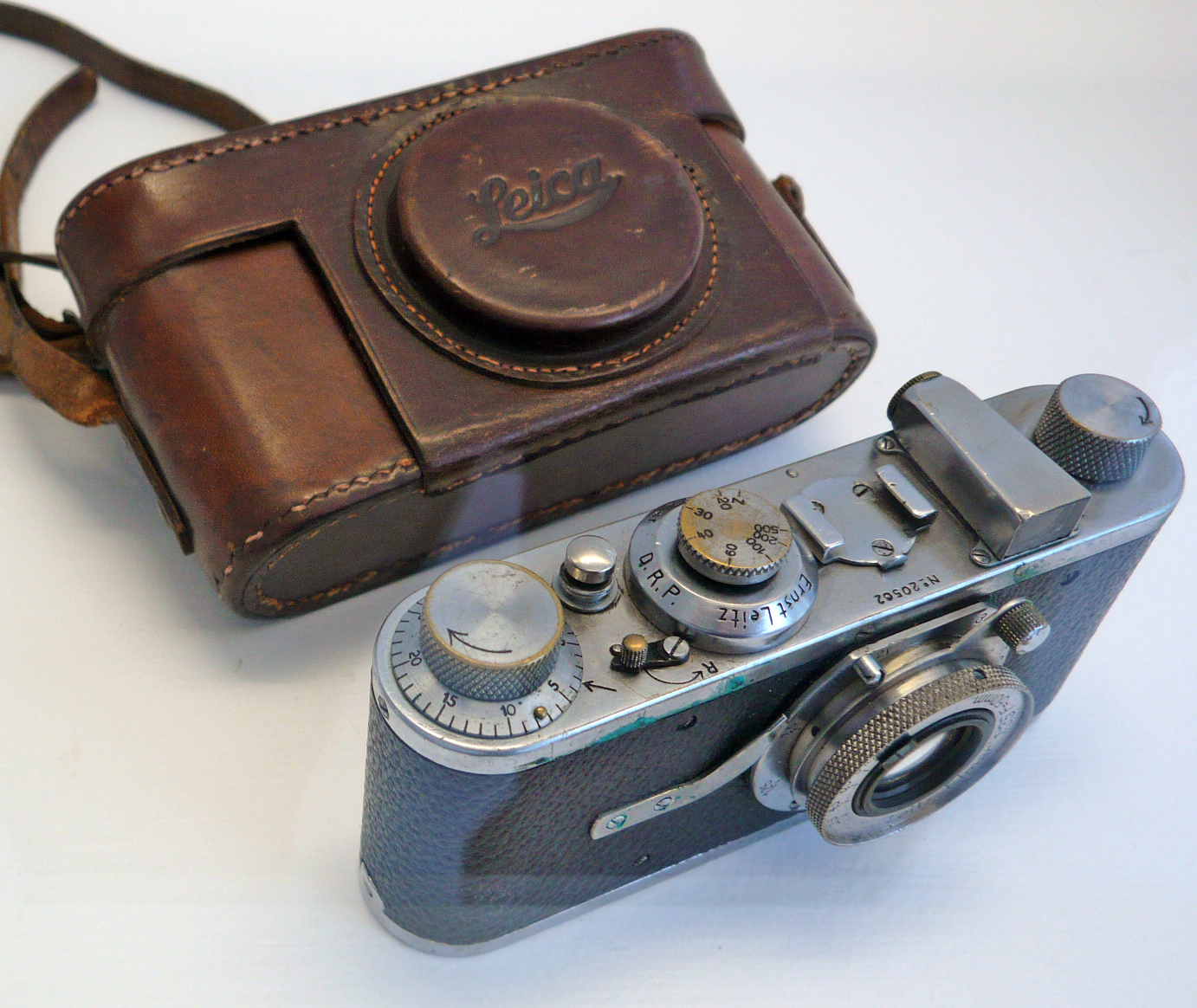
Premier Leica de Cartier-Bresson.

Tout d’abord, Cartier-Bresson apprend la peinture avec Jean Cottenet puis André Lhote en 1927-1928. Dans l’atelier, rue d'Odessa, dans le quartier du Montparnasse, les élèves analysent les toiles des maîtres en superposant des constructions géométriques selon la « divine proportion » (le nombre d’or). Dès sa parution, un ouvrage de Matila Ghyka sur le nombre d’or devient un des livres de chevet du jeune Cartier-Bresson.
Pendant son service militaire, il rencontre, chez les Crosby, Max Ernst, André Breton et les surréalistes, et il découvre la photo avec le couple Gretchen et Peter Powell. Il entretient pendant quelques mois une liaison avec Gretchen Powell qui selon ses termes, « ne pouvait pas aboutir », puis part pour l’Afrique en 1930. C'est à vingt-trois ans, en Côte d'Ivoire, qu'il prend ses premiers clichés avec un Krauss d'occasion. Il publie son reportage l'année suivante (1931). Il achète son premier Leica à Marseille en 1932, il décide de se consacrer à la photographie et part en Italie avec André Pieyre de Mandiargues et Leonor Fini. Puis il photographie l’Espagne, l’Italie, le Mexique et le Maroc. Ses photos montrent une très grande maîtrise de la composition, fruit de l’acquis chez Lhote, en même temps que des éléments de vie pris sur le vif. Les photographies de Cartier-Bresson sont toujours situées avec précision géographiquement et dans le temps, ainsi que dans chaque contexte culturel.
Parallèlement, sous l’influence surréaliste, Henri Cartier-Bresson se conçoit comme un agent récepteur des manifestations du merveilleux urbain et confie : « les photos me prennent et non l’inverse. » Il retient d’André Breton la définition de la « beauté convulsive » : « explosante-fixe » (une chose perçue simultanément au mouvement et en repos), « magique-circonstancielle » (rencontre fortuite, hasard objectif), « érotique voilée » (un érotisme de l’œil). Cartier Bresson aime aussi photographier les spectateurs d’une scène hors champ, autre forme de l’érotique voilée : l’objet du regard étant dissimulé, le désir de voir s’intensifie. Clément Chéroux rappelle comment Peter Galassi (en), curateur de la photographie au MoMA, a précisé le mode opératoire du photographe :

« Il repère d’abord un arrière-plan dont la valeur graphique lui semble intéressante. C’est souvent un mur parallèle au plan de l’image, et qui vient comme cadrer celle-ci en profondeur. […] Puis, comme quelques séquences de négatifs conservés permettent de le vérifier, le photographe attend qu’un ou plusieurs éléments doués de vie […] viennent trouver leur place dans cet agencement de formes qu’il définit lui-même dans une terminologie très surréalisante comme une « coalition simultanée ». Une part de l’image est donc très composée, l’autre plus spontanée. »

### 1936-1946: l’engagement politique, le travail pour la presse communiste, le cinéma et la guerre
Cartier-Bresson s’oriente entièrement dans l’engagement communiste et la lutte antifasciste. Il lit le Ludwig Feuerbach d'Engels, qui formule le concept de « matérialisme dialectique », et encourage ses proches à le lire. Il fréquente l’AEAR (Association des Écrivains et Artistes Révolutionnaires) dès 1933 et, en 1934, au Mexique, ses amis sont tous des communistes proches du parti national révolutionnaire au pouvoir. En 1935, à New York, il milite activement dans Nykino, coopérative de cinéastes militants très inspirés par les conceptions politiques et esthétiques soviétiques (dont Ralph Steiner et Paul Strand), et il découvre le cinéma soviétique (Eisenstein, Dovjenko). S'il ne semble pas avoir pris sa carte au PCF, à Paris, ses amis sont les personnalités communistes Robert Capa, Chim, Henri Tracol, Louis Aragon, Léon Moussinac, Georges Sadoul qui épouse sa sœur). Il dira à Hervé Le Goff : « Naturellement, nous étions tous communistes ». Il suit les cours de matérialisme dialectique de Johann Lorenz Schmidt et assiste aux réunions de cellule à proximité du domicile d'Aragon.
En 1937, Cartier-Bresson épouse Eli, danseuse traditionnelle javanaise célèbre sous le nom de scène de Ratna Mohini (en). Avec elle, il milite pour l’indépendance de l’Indonésie.
Il descend d'une famille de riches industriels et, afin de ne plus être assimilé à sa famille, il prend le nom d’Henri Cartier, sous lequel il sera connu dans toute son activité militante, la signature de tracts en 1934, les citations de son nom dans la presse communiste, et dans toute sa production de photos et de films jusqu’à la fin de la guerre.
Le 2 mars 1937, le nouveau quotidien communiste Ce soir (direction Louis Aragon, photographes attitrés Robert Capa et Chim) publie en première page, chaque jour à partir de son premier numéro, 31 photos d’enfants miséreux prises par Henri Cartier (concours dit de « l’enfant perdu »).
En mai 1937, ce quotidien l'envoie à Londres pour réaliser un reportage sur le couronnement de George VI. Henri Cartier prend une série de clichés des gens regardant le cortège, sans montrer celui-ci. Les images obtiennent un grand succès dans Ce soir, le reportage est repris dans le magazine communiste Regards (direction Léon Moussinac, photographe attitré Robert Capa).
Henri Cartier abandonne le « nombre d’or » et la « beauté convulsive » au profit d’un « réalisme dialectique » et, le cinéma ayant aux yeux des militants communistes un impact plus fort que la photo, Henri Cartier se tourne vers le cinéma.
Il devient l’assistant de Renoir pour La vie est à nous, film commandé par le Parti communiste pour les élections législatives de mai 1936 (effigies monumentales de Lénine, Marx et Staline, participation de dignitaires du parti tels que Paul Vaillant-Couturier, Marcel Cachin, Maurice Thorez, Marcel Gitton et Jacques Duclos). Henri Cartier est membre de Ciné-Liberté, la section film de l’AEAR, qui a produit La vie est à nous. Il sera également dans l’équipe de tournage de Partie de campagne (où il est aussi acteur) et La Règle du jeu. Le travail pour Renoir s’échelonne de 1936 à 1939.
À l’initiative de Frontier Film (le nouveau nom de Nykino, fondé et dirigé par Paul Strand), mais avec une équipe française, Henri Cartier tourne Victoire de la vie en Espagne (conséquences des bombardements italiens et allemands, aide sanitaire internationale, installation d’un hôpital mobile, rééducation des blessés).
Il est mobilisé, fait prisonnier, s’évade, rejoint un groupe de résistants à Lyon. Il photographie les combats lors de la Libération de Paris, le village martyr d’Oradour-sur-Glane. Le film Le Retour (découverte en Allemagne des camps par les alliés, rapatriement en France des prisonniers) sort sur les écrans français fin 1945.
En août 1939, à la suite du Pacte germano-soviétique, la presse communiste est interdite et le Parti communiste français est dissous. Robert Capa et Georges Sadoul se voient refuser leurs visas, donc empêchés de travailler. Plus tard, le maccarthysme et la déstalinisation conduisent Cartier-Bresson à organiser l’occultation de son engagement politique et de ses photos et films signés Henri Cartier. Cette opération est couronnée de succès : une note des Renseignements généraux de mars 1946, en effet, précise qu’« à ce jour il n’a pas attiré l’attention du point de vue politique. » Mais cette occultation radicale conduira à la parution d'études très mal informées voire fantaisistes, et à une vision faussée de son œuvre pendant de nombreuses années, car on ne peut pas saisir la vision du monde de Cartier-Bresson si on ignore tout de l’engagement politique qui a contribué à la former. Cartier-Bresson a voté communiste jusqu'à l'écrasement de la révolte hongroise par les Soviétiques en 1956.

### 1947-1970: de la création de Magnum à l’arrêt du reportage
En février 1947, Cartier-Bresson inaugure sa grande rétrospective au MoMA, qui entérine l’occultation de son militantisme communiste.
Avec ses amis communistes Robert Capa et David Seymour, il fonde Magnum en 1947 : une coopérative en autogestion, aux parts exclusivement détenues par les photographes, propriétaires de leurs négatifs, où toutes les décisions sont prises en commun et où les profits sont équitablement redistribués. Sur le conseil de Robert Capa, Cartier-Bresson laisse de côté la photographie surréaliste pour se consacrer au photojournalisme et au reportage.
En août 1947, il est nommé expert pour la photographie auprès de l’Organisation des Nations unies. Il part en Inde pour Magnum et parcourt, avec sa femme Eli (Ratna), l’Inde, le Pakistan, le Cachemire et la Birmanie. Il constate sur le terrain les conséquences de la partition avec le déplacement de douze millions de personnes sur les routes. Par l’intermédiaire d’une amie de sa femme, il obtient un rendez-vous avec Gandhi, et ceci, quelques heures avant sa mort. Il photographie l'annonce de sa mort par Nehru, puis les funérailles de Gandhi, images qui seront publiées dans Life et feront le tour du monde.
À la demande de Magnum, Cartier-Bresson se rend à Pékin et photographie les dernières heures du Kuomintang, le « Parti nationaliste chinois » qui est le plus ancien parti politique de la Chine contemporaine et présent à Taïwan. Créé en 1912 par Sun Yat-sen, il domine le gouvernement central de la république de Chine à partir de 1928 jusqu'à la prise de pouvoir par les communistes en 1949. Bresson capture notamment un rassemblement de presque 10 000 recrues lorsque la ville de Pekin (Beijing) est entourée de troupes communistes. Mais aussi l’ampleur de la déflation et, à Shanghai, la ruée des gens vers une banque pour convertir leur argent en or (image publiée dans le premier numéro de Paris Match et largement reprise dans toute la presse).
Cartier-Bresson obtient, au moment du dégel qui suit la mort de Staline, un visa pour se rendre en Union soviétique et arrive à Moscou en juillet 1954. Magnum vend à prix d’or le reportage à Life, qui paraît les 10 et 17 janvier 1955, puis est vendu à Paris Match, Stern, Picture Post et Epoca.
Robert Capa est tué en Indochine en 1954 lors d'un reportage pour Life. Chim est tué en 1956 lors d'un reportage sur la crise du canal de Suez.
Début 1963, tout de suite après la crise des missiles, Cartier-Bresson se rend à Cuba. Les photographies seront publiées le 15 mars 1963 à la une et sur huit doubles pages de Life, accompagnées d’un article écrit par le photographe lui-même.
Pendant un an, il sillonne l’hexagone en voiture. L'ouvrage Vive la France sera publié en 1970. Il photographie également la course cycliste les Six jours de Paris. À la suite d'une demande des éditions Braun, il réalise une série de portraits de peintres (Matisse, Picasso, Bonnard, Braque et Rouault), puis, pour des magazines ou des éditeurs, de nombreux portraits (Giacometti, Sartre, Irène et Frédéric Joliot-Curie).
Refusant toute idée de photographie de mode, il fait une exception pour Bettina dans les années 1950.
Parallèlement aux reportages, qui imposent leur rythme rapide de travail, Cartier-Bresson réalise pour son propre compte des études thématiques sur le long terme. Dès 1930, la danse l’intéresse et, avec Eli (Ratna), il réalise un travail de fond sur la danse à Bali. Il découvre le langage pictural que la danse constitue, et il s’intéressera par la suite, à de nombreuses reprises, à la façon dont les corps en mouvement s’inscrivent dans l’espace urbain. Contrairement aux périodes antérieures où ses images étaient principalement en aplat, Cartier-Bresson utilise désormais la profondeur de champ apprise de Jean Renoir, elle constitue même l'élément principal de composition dans plusieurs de ses photographies.
D’autres thèmes récurrents seront l’homme et la machine, les icônes du pouvoir, la société de consommation, les foules. Avec la danse, cette accumulation documentaire à long terme constitue une étude à caractère scientifique de l’être humain dans son langage visuel, une véritable « anthropologie visuelle ».

### 1970-2002: le temps du dessin et de la contemplation
Cartier-Bresson ressent la fatigue de cette vie intense, son désir de faire des photos n’est plus le même. D’autre part, en 1966, il a rencontré Martine Franck, photographe, qui va devenir en 1970 sa seconde épouse. Avec la naissance en 1972 de leur fille Mélanie, Cartier-Bresson aspire à plus de calme et de sédentarité.
Il soutient la candidature de René Dumont aux élections présidentielles de 1974. Depuis la fin de la guerre, il se reconnaît dans l'humanisme, à ceci près qu'il est dubitatif devant l'unanimisme que l'on trouve souvent dans ce vaste courant philosophique : il s'attache toujours, au contraire, à rendre fidèlement compte des ancrages à la fois géographiques et historiques de ceux qu’il photographie, et du contexte de la prise de vue. Il exige que la légende détaillée accompagnant chaque photo qu'il envoie à Magnum soit impérativement publiée en même temps que toute photo qui sera reproduite et il précise :

« Je veux que les légendes soient strictement des informations et non des remarques sentimentales ou d'une quelconque ironie. [...] Laissons les photos parler d'elles-mêmes et pour l'amour de Nadar, ne laissons pas des gens assis derrière des bureaux rajouter ce qu'ils n'ont pas vu. Je fais une affaire personnelle du respect de ces légendes comme Capa le fit avec son reportage. »

Enfin, Cartier-Bresson ne se reconnaît plus dans l’agence Magnum qu’il a fondée : ses jeunes collègues adoptent les modes de la consommation et vont jusqu’à se compromettre en faisant de la publicité, comportement que ne peut comprendre celui qui avait reçu une formation marxiste-léniniste dans sa jeunesse. Il se retire des affaires de l’agence, cesse de répondre aux commandes de reportages, se consacre à l’organisation de ses archives et, à partir de 1972, il retourne au dessin. Il gardera pourtant toujours son Leica à portée de main et continuera à faire des photos selon son envie.
Le dessin est, pour Cartier Bresson, un art de la méditation, très différent de la photo. On a voulu réduire la photographie de Cartier-Bresson à « l’instant décisif », formule qui résulte d'une traduction de l'anglais dont il n'est pas l'auteur, alors que la citation du cardinal de Retz qu'il avait initialement mise en exergue d’Images à la sauvette disait : « Il n’y a rien en ce monde qui n’ait un moment décisif. » Beaucoup des photos de Cartier-Bresson ne relèvent pas d’un « instant décisif », elles auraient pu être prises un instant avant ou un instant après. De plus, la prise sur le vif ne représente pour lui qu’une moitié de la démarche, l’autre moitié étant la composition de l’image, qui nécessite une connaissance préalable, donc du temps. Cartier-Bresson est un passionné de chasse, activité qui nécessite, comme la photo, la connaissance du terrain et la lecture des modes de vie. En ce sens, sa pratique de la photographie se rapproche de la chasse. Après sa période surréaliste, il se passionne pour le « tir à l’arc » avec la philosophie zen qui l’accompagne. Plutôt que d'« instant décisif », on peut parler de « tir photographique », concept qui prend le contexte en compte. Clément Chéroux intitule son livre de photos Henri Cartier-Bresson : le tir photographique (2008).
Cartier-Bresson n'aime pas la photographie en couleurs, il ne la pratique que par nécessité professionnelle. Contrairement aux pellicules noir et blanc, dont la sensibilité relativement élevée permet au chasseur photographe de tirer au bon moment, les pellicules couleur, beaucoup plus lentes, sont d'un usage contraignant. De plus, alors que le photographe dispose en noir et blanc d'une large gamme de gris permettant de traduire toutes les nuances de valeurs (degrés d'intensité lumineuse), les valeurs qu'offrent les pellicules trichromes sont, pour Cartier-Bresson, beaucoup trop éloignées de la réalité.
Cartier-Bresson photographie plusieurs maîtres du bouddhisme tibétain, dont en 1987 Kalou Rinpoché, et en 1993 le dalaï-lama, Dagpo Rinpoché et Sogyal Rinpoché,.
En 1996, Cartier-Bresson est nommé professeur honoraire à l'Académie des beaux-arts de Chine, puis, concernant le Tibet, il écrit une lettre aux autorités chinoises pour dénoncer « les persécutions dont la Chine se rend coupable ». Bouddhiste, il assiste régulièrement aux enseignements du 14e dalaï-lama qu'il a également photographié. Il a milité pour la cause tibétaine.
En 2003, un an avant sa mort, la Bibliothèque nationale de France lui consacre une grande exposition rétrospective, avec Robert Delpire comme commissaire. L'exposition Henri Cartier-Bresson au Centre national d'art et de culture Georges-Pompidou se déroule du 12 février 2014 au 9 juin 2014. Avec comme commissaire Clément Chéroux, on y découvre notamment une abondante documentation sur son engagement communiste et son activité militante dans la période 1936-1946.
Henri Cartier-Bresson meurt en août 2004. Son ami Jean Lacouture l'évoque, « implacable chasseur de l'instant décisif » dans Enquête sur l'auteur. Il est inhumé à Montjustin dans le Luberon, et son épouse, Martine Franck, décédée en 2012, est inhumée à côté de lui.

## Fondation Henri-Cartier-Bresson
En 2003, peu après la rétrospective de la Bibliothèque nationale de France, Martine Franck fonde avec sa fille la Fondation Henri-Cartier-Bresson. La fondation HCB, sise rue des Archives, dans le quartier du Marais, assure la conservation de son œuvre et sa présentation au public, ainsi que celles des photographes qui lui sont chers, autour de la ou des pratiques du reportage.
La fondation décerne tous les deux ans un prix qui donne droit à une exposition, deux ans après, au sein de la fondation.

## Récompenses et distinctions
- 1959 : Prix de la Société française de photographie
- 1967 : Prix culturel de la Société allemande de photographie
- 1971 : Prix Nadar, pour Vive la France, éditions Laffont-Sélection
- 1981 : Grand Prix national de la photographie
- 1982 : Prix international de la Fondation Hasselblad
- 2003 : Lucie Award pour l'œuvre d'une vie
- 2006 : Prix Nadar, pour Scrapbook, éd. Steidl

## Œuvre

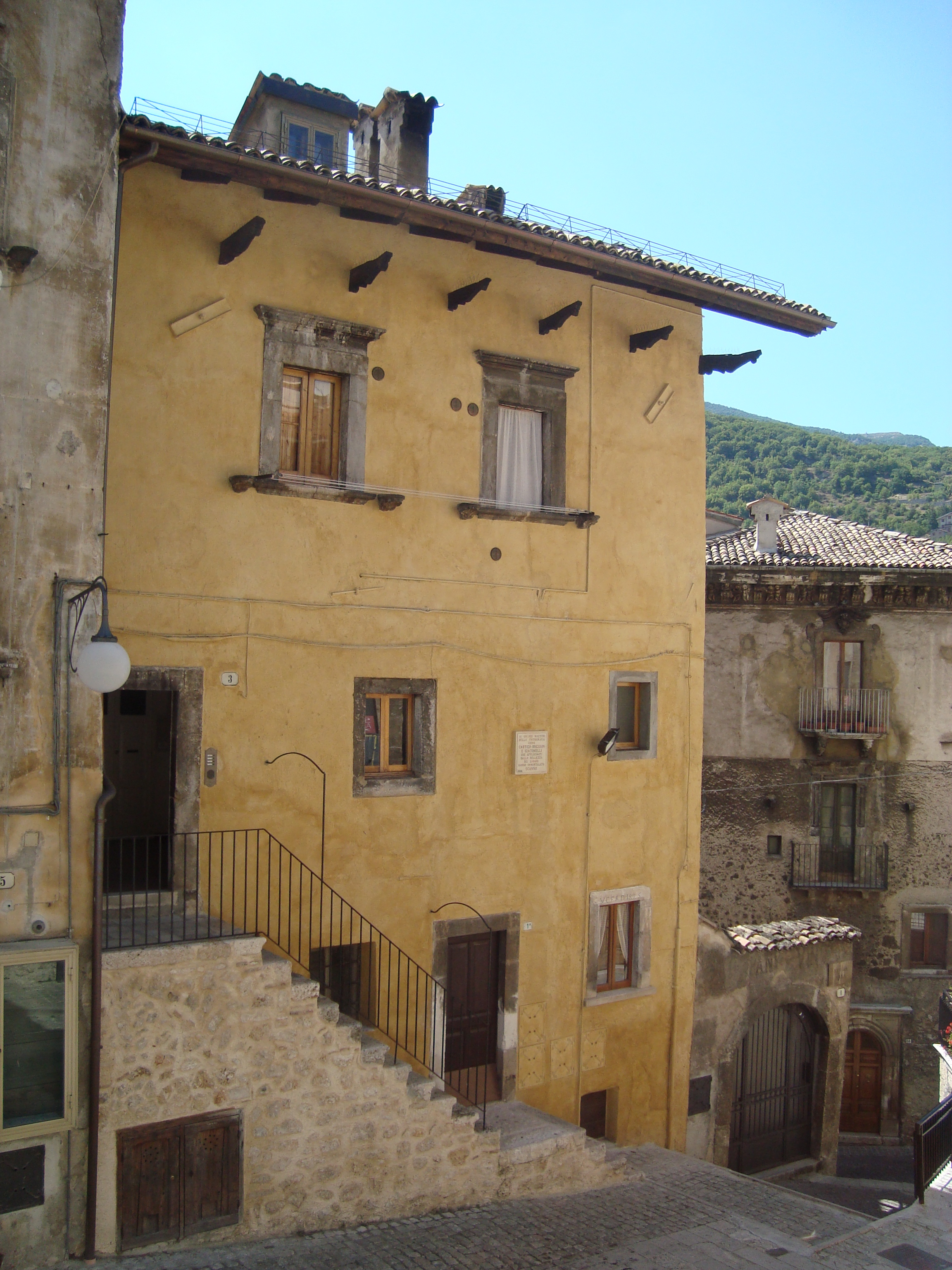
La maison Cartier-Bresson à Scanno en Italie, village que Cartier-Bresson a beaucoup photographié.

### Publications
- 1947 : Down Town
- 1952 : Images à la sauvette, Paris, éditions Verve, 126 photographies à pleine page, avec. ASIN: B0007DEMX6[28].
- 1954 :
  - Danses à Bali, Collection "Huit", Delpire  (ISBN 2851072668 et 978-2851072665)
  - D'une Chine à l'autre, texte de Jean-Paul Sartre, Paris, R. Delpire, coll. « Collection Neuf » (no  14)[29].
- 1955 :
  - Les Européens, Paris, éditions Verve, avec une couverture de Joan Miró (différent de la version de 1997, voir plus bas).
  - Moscou vu par Henri Cartier-Bresson, Paris, R. Delpire, coll. « Collection Neuf » (no  15)[30].
- 1956 : From one China to the other, texte de Han Suyin, Paris, Delpire / New Yrk, Universe Books.
- 1958 : (cs) Henri Cartier-Bresson: Fotografie, texte d'Anna Fárová, Prague et Bratislava, Statni nakladatelstvi krasné.
- 1961 :
  - (it) Alberto Giacometti photographié par Henri Cartier-Bresson, Éd. Franco Sciardelli.
  - L'Amérique furtivement, USA 1935-1975, Paris, Seuil, 149 p.  (ISBN 2-02-012465-3).
- 1969 : L'Homme et la machine, Éd. du Chêne / IBM World Trade Corp.
- 1970 : Vive la France, Robert Laffont, Sélection du Reader's Digest (édition anglaise :  (ISBN 0-670-20550-8))
- 1972 : Visage d'Asie, Paris, Éd. du Chêne.
- 1973 : À propos de l'URSS, Paris, Éd. du Chêne
- 1979 : Henri Cartier-Bresson. Photographe, Paris, Delpire

1992 : Henri Cartier-Bresson. Photographe, 7e édition révisée et augmentée, Paris, Delpire, 155 p.
- 2005 : 9e édition  (ISBN 2-85107-223-4).
- 1982 : Henri Cartier-Bresson, Paris, Delpire, coll. « Photo Poche » no 2,  (ISBN 2-85107-102-5).
- 1985 : Photoportraits, Paris, Gallimard, 288 p.  (ISBN 2-07-011093-1)
- 1989 : L'autre Chine, Paris, Centre national de la photographie, coll. « Photo Notes » no 1, 94 p.  (ISBN 2-86754-052-6).
- 1991 : L'Amérique furtivement, texte de Gilles Mora, Paris, Éd. du Seuil  (ISBN 2-02-012465-3).
- 1994 :
  - Paris à vue d'œil, Seuil (version anglaise :  (ISBN 0-8212-2064-0))
  - Double Regard, Le Nyctalope  (ISBN 2-906106-09-7)
- 1997 : Des Européens, MEP-Seuil  (ISBN 2020328461 et 978-2020328463)
- 1998 : Tête à tête, Gallimard  (ISBN 2-07-011594-1)
- 2000 : Vers un autre futur, un regard libertaire, Nord-Sud  (ISBN 2-84603-000-6)
- 2001 : Paysages, Delpire  (ISBN 2-85107-211-0), version anglaise :  (ISBN 0-500-54239-2) ou  (ISBN 0-8212-2757-2)
- 2003 :
  - De qui s'agit-il ?, Gallimard - BNF, 429 p.  (ISBN 2-07-011747-2)
  - Des images et des mots, Delpire, 140 p.  (ISBN 2-85107-212-9)
- 2004 : Photo Poche : Henri Cartier-Bresson, Actes Sud, 64 p. (réédition,  (ISBN 2-7427-5366-4)
- 2005 : Henri Cartier-Bresson Collection Sam, Lilette et Sébastien Szafran, Fondation Pierre-Gianadda, Martigny Suisse, 319 p.  (ISBN 2-88443-095-4)
- 2016 : Henri Cartier-Bresson : Photographe (préf. Yves Bonnefoy), Paris, Delpire, 2016, 343 p. (ISBN 979-10-95821-01-4)
- 2018 : Henri Cartier-Bresson : Chine 1948-1949 | 1958 par Michel Frizot et Ying Lung Su, Delpire.

### Filmographie
- 1937 : Victoire de la vie[31], documentaire sur les hôpitaux de l'Espagne républicaine (49 min, noir et blanc). Musique composée par Charles Koechlin
- 1938 : L'Espagne vivra[32], documentaire sur la guerre civile en Espagne et sur l'après-guerre (43 min, noir et blanc)
- 1938 : Avec la brigade Abraham Lincoln en Espagne, Henri Cartier-Bresson et Herbert Kline, (21 min, noir et blanc)
- 1945 : Le Retour, film sur le retour des prisonniers après la Seconde Guerre mondiale.

## Expositions
Liste non exhaustive

### Expositions personnelles
- 1955 : Henri Cartier-Bresson : Photographies 1930-1955, Musée des Arts décoratifs, Pavillon de Marsan, Paris[33].
- 21 octobre - 30 novembre 1970 : Henri Cartier-Bresson en France, Grand Palais, Paris[34].
- 1971 : Les Rencontres de la photographie d'Arles ; projection de deux films de la CBS sur La Nouvelle-Orléans et la Californie
- 1972 : Projection de Flagrant délit (Production Delpire) aux Rencontres d'Arles, France.
- 1979, invité d'honneur aux Rencontres d'Arles et projection de son œuvre au théâtre Antique.
- 1978 : Quarante ans de photographie, plusieurs lieux en Europe.
- 1982 : En état de voyage: Henri Cartier-Bresson, Robert Frank, William Klein, Max Pam, Bernard Plossu, aux Rencontres d'Arles.
- 1984 : Paris à vue d’œil, Musée Carnavalet.
- 1986 : Museo del Parque Rodó, Montevideo, Uruguay[35].
- 10 septembre - 29 novembre 1987 : Henri Cartier-Bresson : The Early Work, Museum of Modern Art (MoMA),  New York[36],[37].
- 1988 : Magnum en Chine, exposition collective aux Rencontres d'Arles, 1988.
- Henri Cartier-Bresson, point d'interrogation, film de Sarah Moon projeté aux Rencontres d'Arles en 1994.
- Des Européens, 1997, Maison européenne de la photographie.
- 30 avril - 27 juillet 2003 : Exposition rétrospective, Bibliothèque nationale, Paris[38].
- 19 juin - 13 septembre 2009 : Henri Cartier-Bresson, L'imaginaire d'après nature, Musée d'art moderne de la ville de Paris. Réplique de l'exposition de 1978.
- 15 avril - 30 août 2009, fermeture 15 juin - 23 juin 2009 : Henri Cartier-Bresson à vue d'œil, Maison européenne de la photographie, Paris.
- 2010 - 2011 : Henri Cartier-Bresson - The Modern Century, New York (2010), Chicago (2010), San Francisco (2010-2011), Atlanta (2011)
- 13 mai - 2 septembre 2012 : Henri Cartier-Bresson, Paul Strand, Mexique 1932-1934, Le Point du Jour,  Cherbourg-Octeville.
- 8 mars - 26 mai 2013 : The Man, the Image & the World, Fotografiska, Stockholm.
- 12 février - 9 juin 2014 : rétrospective au Centre Pompidou[39].
- 24 avril – 24 août 2015 : Henri Cartier-Bresson - Photographe,Musée juif de Belgique, rue des Minimes 21 à Bruxelles[40]
- 15 octobre 2019 – 2 février 2020 : Henri Cartier-Bresson : Chine 1948-1949 | 1958, Fondation Henri Cartier-Bresson.
- 30 novembre 2020 - 28 février 2021 : Paris vu par Henri Cartier-Bresson, musée Carnavalet, Paris.
- 11 juillet 2020 - 20 mars 2021 : Henri Cartier-Bresson, Le Grand Jeu, Palazzo Grassi, Venise[41].
- 1er juillet - 25 septembre 2022 : Henri Cartier-Bresson - L'expérience du paysage, Fondation Henri Cartier-Bresson, Paris
- 10 juin 2022 - 1er février 2023 : Henri Cartier-Bresson et la Fondation Pierre Gianadda, Fondation Pierre Gianadda, Martigny, Suisse.

### Expositions collectives
- La Volonté de Bonheur, Témoignages photographiques du Front populaire 1934-1938, avec des photographies de Brassaï, Robert Capa, Henri Cartier-Bresson, Robert Doisneau, Nora Dumas, Gisèle Freund, André Kertész, François Kollar, Sam Lévin, Éli Lotar, Willy Ronis, David Seymour, ..., Pavillon populaire, Montpellier, du 2 mai au 9 juin 2013
- Henri Cartier-Bresson avec Martin Parr - Réconciliation, du 8 novembre 2022 au 12 février 2023, Fondation Henri Cartier-Bresson, Paris
- Henri Cartier-Bresson, Helen Levitt - Mexico, du 14 février au 23 avril 2023, Fondation Henri Cartier-Bresson, Paris

## Collections
- Musée d'art de Toulon